# Синий экран смерти

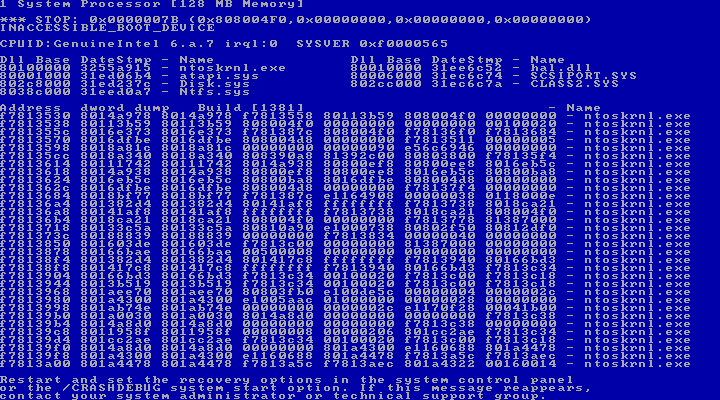
BSoD в Windows NT 4.0

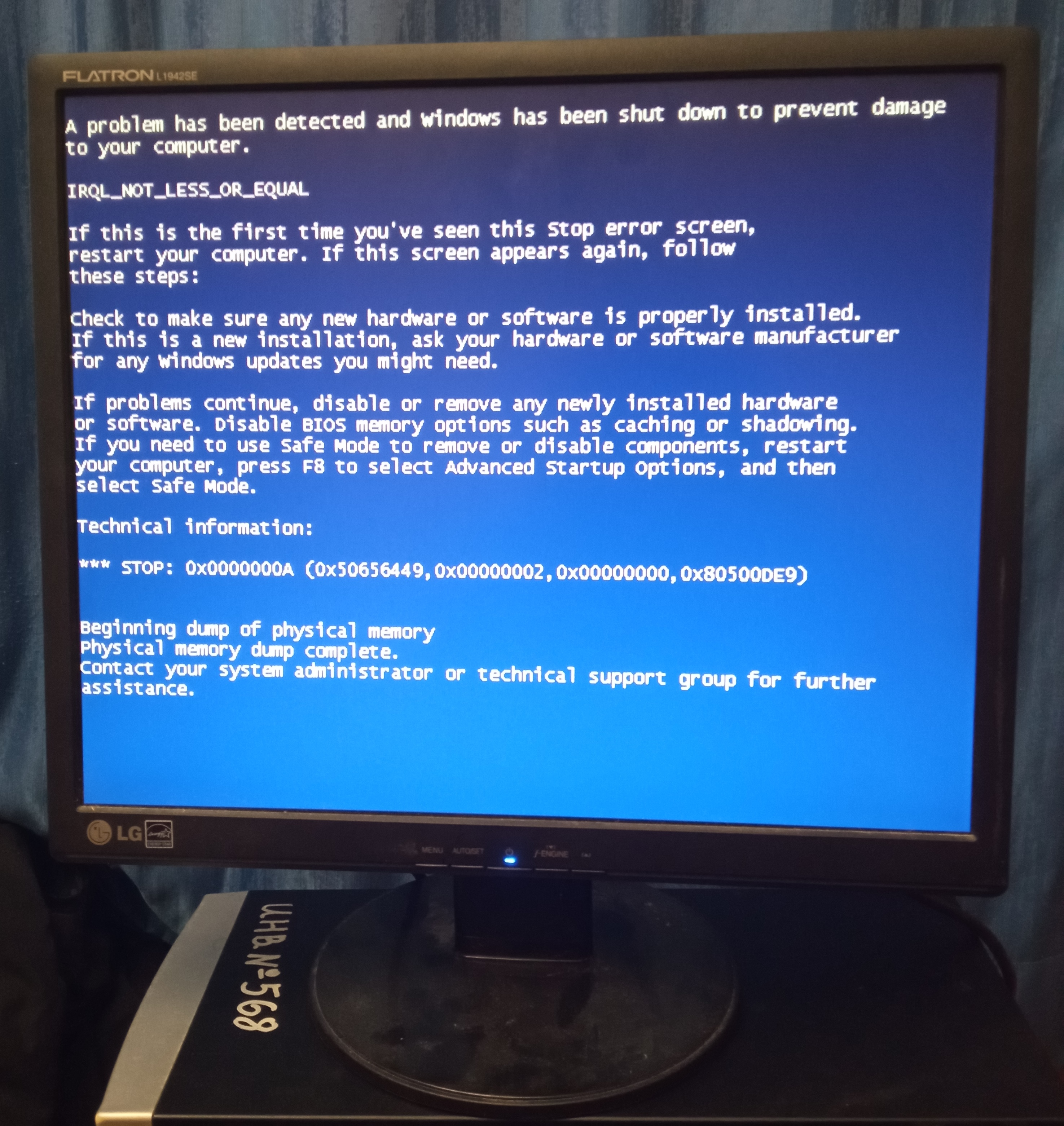
Синий экран смерти на экране монитора компьютера (с Windows XP по Windows 7)

Синий экран смерти (англ. Blue Screen of Death, Blue Screen of Doom, BSoD) — жаргонное (в Microsoft используют термин «BugCheck», на русском языке - «STOP-ошибка») название сообщения о критическом сбое в операционных системах Microsoft Windows. Существует несколько видов сообщений BSoD: для Windows 9x и Windows NT. Его код находится в ядре Windows.
Синий экран смерти как таковой впервые появился в Windows NT 3.1, его предпосылки имеются в системах Windows 3.x, 2.x и 1.x.

## В различных системах

### Windows 1.x и Windows 2.x
В Windows 1.x и Windows 2.x не было кодов ошибок. Вместо них при ошибках начальный экран поднимался вверх, и появлялись различные странные символы, появлявшиеся, предположительно, из ОЗУ компьютера, после которых экран зависает (помогает только перезагрузка). Это ошибка появляется из-за недействительной или неправильной DOS версии.

### Windows 3.x
В Windows 3.x при глобальном сбое система принудительно завершала свою работу, в таком случае появлялся либо чёрный экран, либо среда MS-DOS.
Если нажать комбинацию клавиш Ctrl+Alt+Delete, появлялся синий экран, который выполнял функцию диспетчера задач: если нажать на любую клавишу, то активное приложение будет принудительно закрыто, повторное нажатие Ctrl+Alt+Delete вызывало перезагрузку компьютера.
Если требовалось разрешить доступ к физическому оборудованию, также появлялся синий экран, спрашивающий разрешение у пользователя.

### Windows 9x/ME
Дизайн «синего экрана» в Windows 9x по сравнению с Windows 3.x не претерпел никаких изменений.
В Windows 9x синий экран появлялся очень часто из-за нестабильности (в Windows ME синие экраны появлялись особенно часто, причем, в некоторых случаях помогала только "чистая" переустановка системы, потому требовалось делать резервные копии важных данных). Пользователю даны возможности перезагрузить компьютер или же вернуться к системе, нажав Enter (что, однако, не срабатывало).
Синий экран смерти в Windows 95 и Windows 98 появлялся в момент, когда система пыталась получить доступ к файлу c:\con\con или c:\aux\aux и т. п. 16 марта 2000 года было выпущено обновление для решения этой проблемы.
20 апреля 1998 года, когда Биллом Гейтсом на выставке COMDEX проводилась презентация Windows 98, его помощник подключил к демонстрационному компьютеру сканер, чтобы продемонстрировать возможности системы Plug and Play. После подключения устройства произошла фатальная ошибка. В тот момент Гейтс отшутился: «Должно быть, именно поэтому мы пока и не продаём Windows 98».

### Windows NT
Для этих версий Windows синий экран смерти появляется, когда в коде ядра (ntoskrnl.exe) или драйвера, выполняющегося в режиме ядра, или в важных для системы процессах, которые выполняются в пользовательском режиме (winlogon.exe, csrss.exe), возникает неустранимая ошибка. Единственным возможным действием в данном случае является перезагрузка компьютера (при этом пользователь теряет все несохранённые данные). По умолчанию такая перезагрузка происходит автоматически. После этого операционная система создаёт в системном журнале запись с параметрами возникшей ошибки. Если в настройках ОС включено создание дампов памяти, то в системном журнале будет указан путь к файлу с расширением .dmp. Он может быть использован разработчиками программ и драйверов для более детального определения причин ошибки (с помощью Microsoft Debugging Tools).
В рамках Windows Resource Kit синие экраны смерти называются стоп-ошибками (англ. stop error); в SDK и DDK они называются bug check screens или Stop screens.
При появлении BSoD в системе запрещаются все прерывания, экран переводится в текстовый режим, пользователь оказывается вне прикладного уровня, так что никаких окон прикладных программ быть не может (что иногда используется вирусами).
Содержимое текста на экране:
- код ошибки (Stop-код) и её символьное имя (например, 0x0000001E, KMODE_EXCEPTION_NOT_HANDLED);
- 4 параметра, поясняющие ошибку, предназначенные для отладочного ПО (значение параметров зависит от кода ошибки). Также можно самому получить информацию, поясняющую ошибку, с помощью командной строки и команды net helpmsg;
- адрес места ошибки (если его возможно указать);
- название драйвера, в котором произошла ошибка (если его возможно указать).

Ядро NT предоставляет функции KeBugCheck и KeBugCheckEx, которые показывают синий экран смерти, останавливая работу системы. Обе функции принимают Stop-код, вторая позволяет также указать упомянутые ранее 4 дополнительных параметра.

#### Дизайн
В Windows 9x/ME на синем экране отображался белый/серый прямоугольник с надписью «[Windows]», и текстом «Неустранимая ошибка — по адресу — в — + -. Приложение будет выгружено из памяти». Для завершения работы компьютера нужно нажать любую клавишу.
В Windows NT 3.1 — 4.0 на синем экране отображались драйверы, которые использовались в момент фатальной ошибки. Вверху отображался код ошибки.
В Windows 2000 текст экрана претерпел значительные изменения: список драйверов был убран, в текст были внесены рекомендации для пользователей.
В Windows XP код ошибки был перемещён вниз, стал использоваться шрифт Lucida Console-non watered, в поздних версиях использовался шрифт Consolas.
Новая версия экрана с ошибкой была заменена разработчиком после предварительного просмотра Windows 8, выпущенного в сентябре 2012 года. Вместо отображения детальной технической информации об ошибке использован упрощённый для пользователей подход, при котором отображается грустный эмотикон-смайлик и сообщение о необходимости перезагрузки компьютера. Это было сделано из соображения, что многие пользователи не вдаются в описание ошибки, а просто нажимают кнопки Shutdown или Restart, пытаясь исправить проблему. Сама причина этой проблемы (StopCode - код ошибки) отображается ниже. Также такой вариант экрана с ошибкой, возможно, не так пугает людей, которые видят синий экран смерти.
В одном из обновлений для Windows 10 на экран был добавлен QR-код, который при сканировании со смартфона направлял на сайт dg.microsoft.com сообщение с информацией об ошибке. В предварительных сборках Windows 10 вместо синего появляется зелёный вариант.
В предварительных сборках Windows 11 экран смерти стал чёрного цвета (Black Screen Of Death) с другой надписью.
В Windows 11 версии 22000.346 разработчики решили вернуться к синему цвету.

### В других системах
- ReactOS использует синий экран, схожий с таковым в Windows XP.
- Синий экран смерти есть и в Symbian OS 8.1, который появляется при запуске программы с чужой карты памяти.

## Причины
Синий экран смерти в операционных системах Windows появляется в результате различных критических системных проблем. Это может включать в себя несовместимые, неправильно установленные или поврежденные драйверы, проблемы с аппаратным оборудованием, атаки вредоносным программным обеспечением, недостаток системных ресурсов и конфликты с обновлениями операционной системы или программами. Дефектные аппаратные компоненты, такие как неисправные модули ОЗУ или жесткие диски/SSD (особенно, если в BAD-секторах были записаны системные файлы, находящиеся в папке Windows, особенно в System32, на системном диске), неисправная видеокарта, также могут вызвать данную ошибку. В некоторых случаях требуется замена аппаратных компонентов, например системного диска (особенно если BIOS/UEFI выдаёт предупреждение "S.M.A.R.T. status BAD для системного диска") и последующая переустановка системы.

## Другие виды экрана смерти
В загрузчике бета-версии Windows Vista (Windows Longhorn) сообщает о критических ошибках на красном фоне. Также красный экран смерти присутствовал в Windows 98. Он сообщал о критической ошибке ACPI.
В конце 2016 года Microsoft заменила синий экран смерти на зелёный в предварительных сборках Windows 10. В стабильных версиях ОС остался синий экран. В Windows 11 экран смерти стал чёрного цвета, так же, как и экран загрузки, обновления и завершения работы системы. После версии 22000.346 он снова стал синим, но летом 2025 года Microsoft окончательно вернул «чёрный экран смерти», но уже без грустного смайлика и QR-кода.

## Галерея

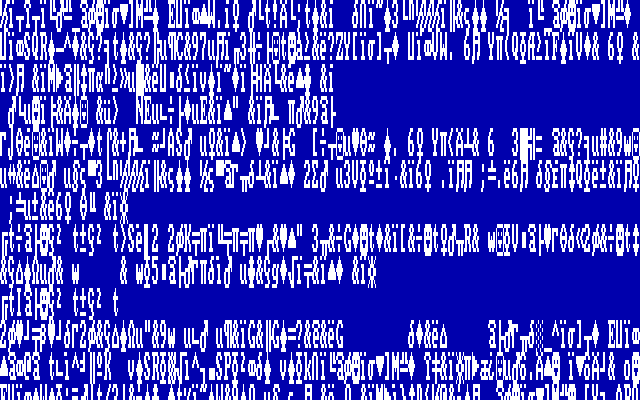
Прототип синего экрана смерти в Windows 1.0
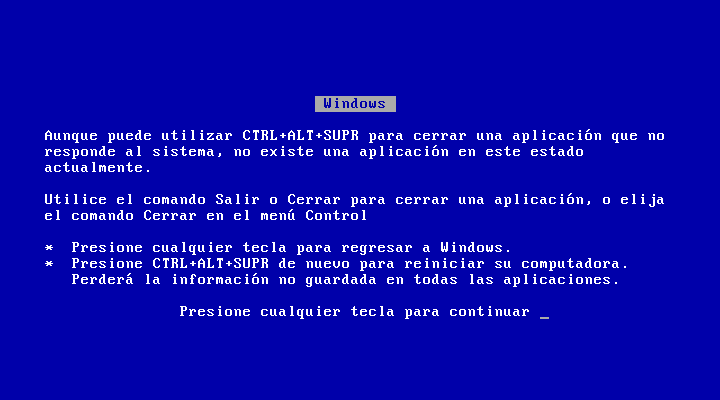
Синий экран смерти выполняет роль диспетчера задач в Windows 3.1. Версия на испанском языке
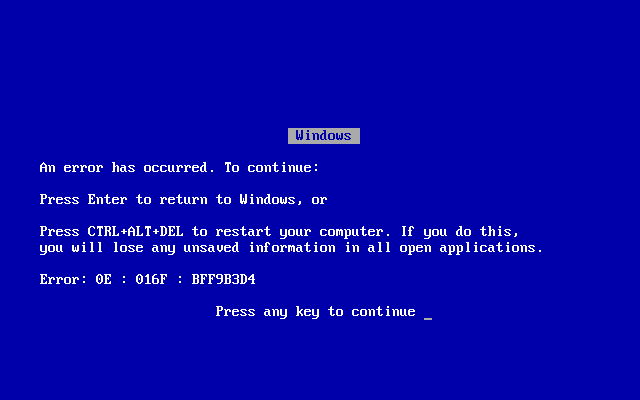
Синий экран смерти в Windows 9x
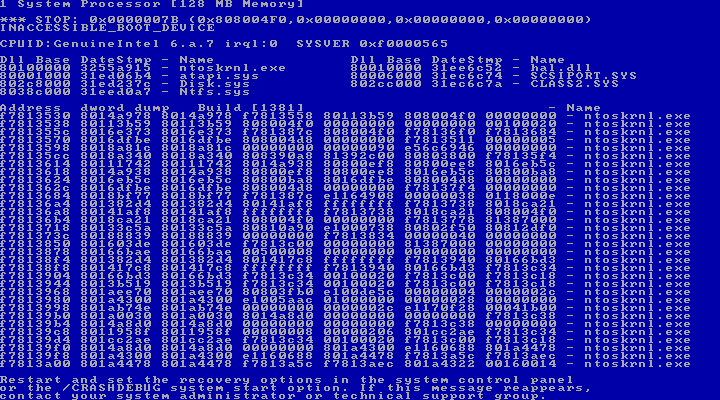
Синий экран смерти в Windows NT 4.0 Workstation. Предоставлено более подробное описание ошибки
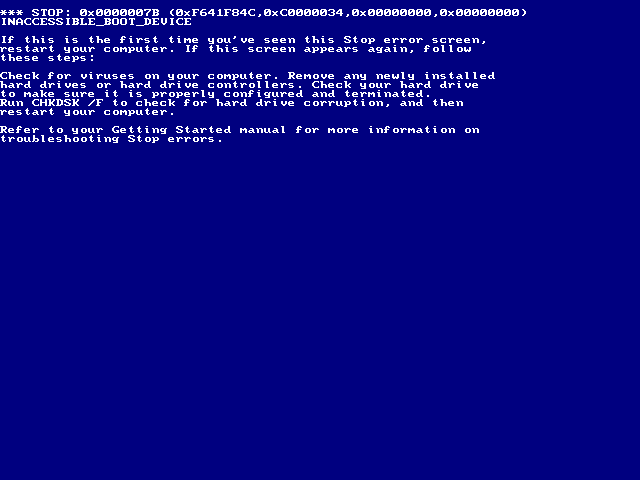
Синий экран смерти в Windows 2000
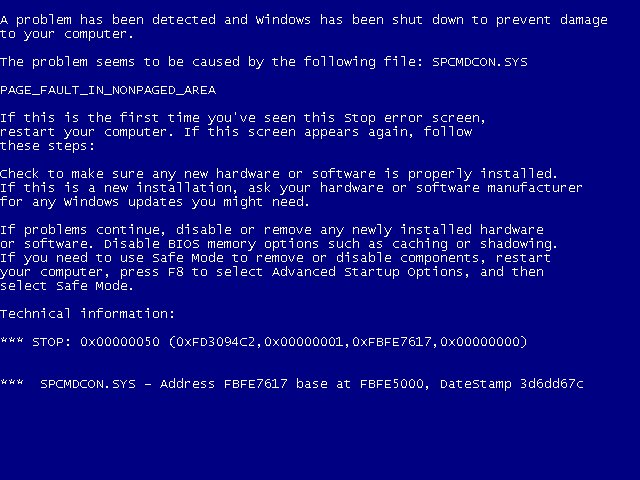
Синий экран смерти в Windows XP, Vista, 7
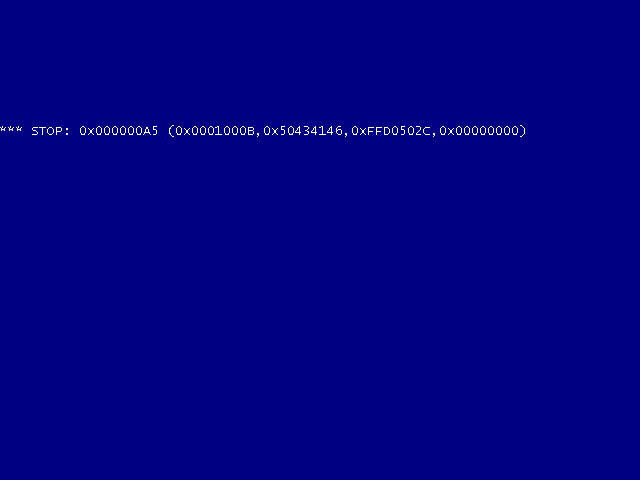
Вариант синего экрана при ошибке ACPI в Windows Vista
Синий экран смерти в Windows 8, 8.1
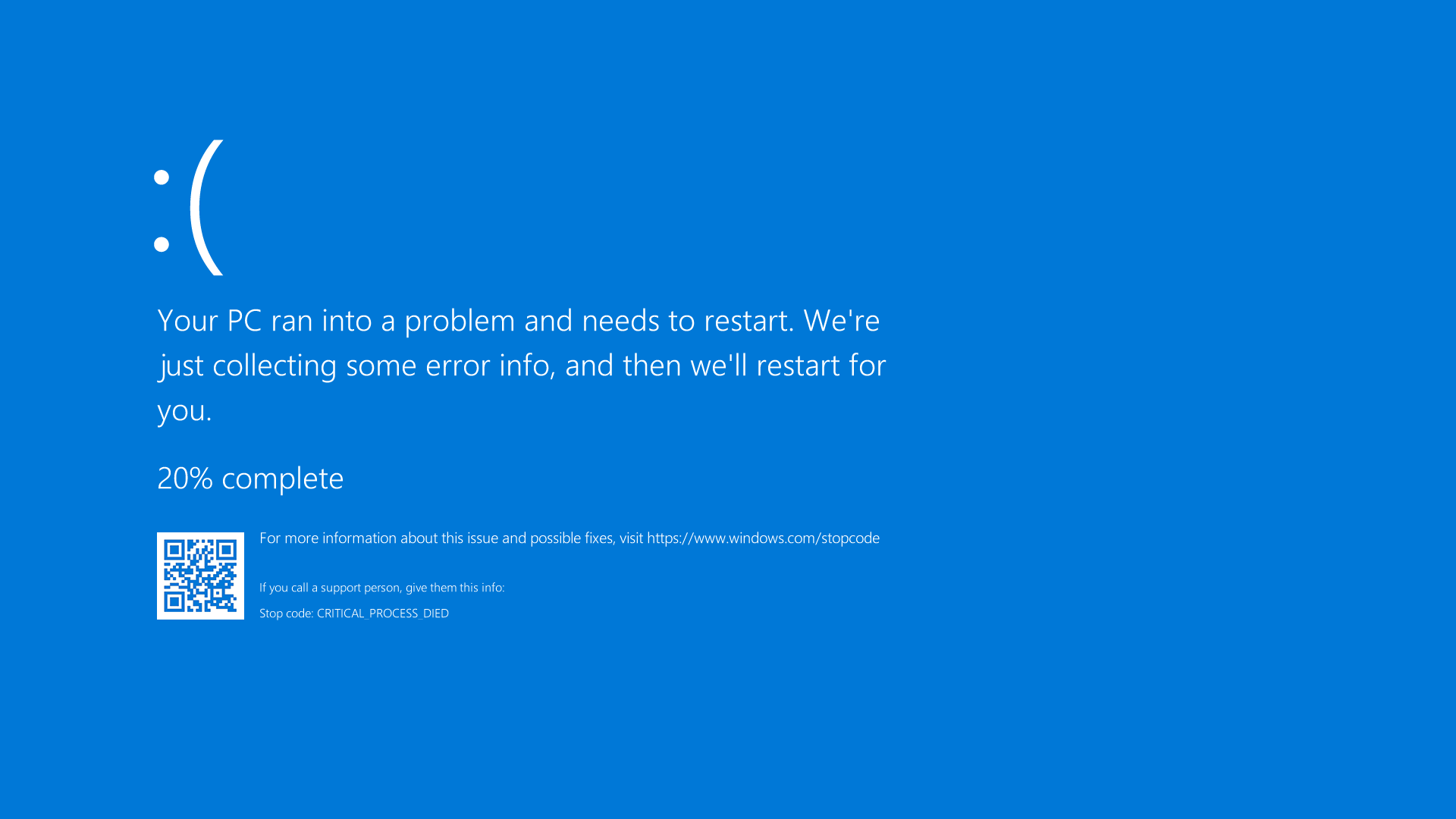
Синий экран смерти в Windows 10
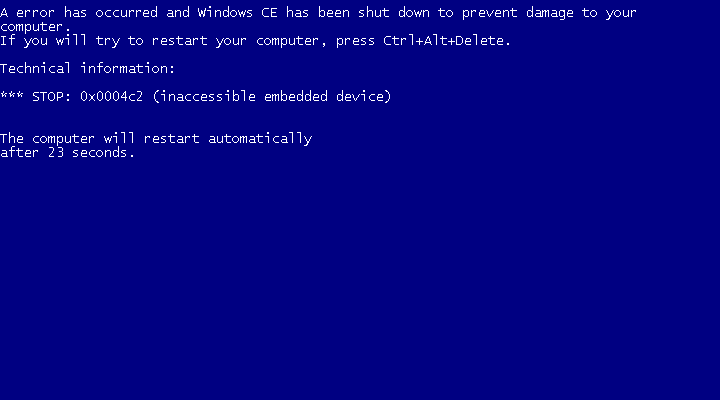
Синий экран смерти в Windows CE
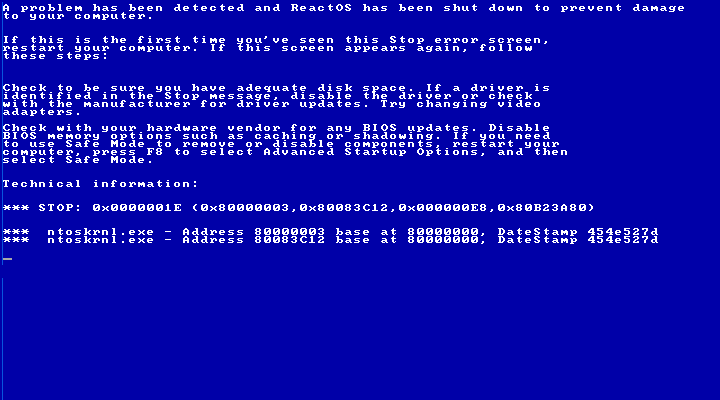
Аналог синего экрана в ReactOS
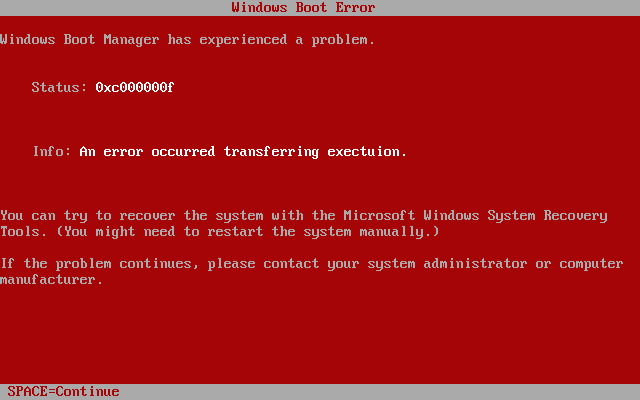
Ошибка загрузки системы в Windows Longhorn (Vista)
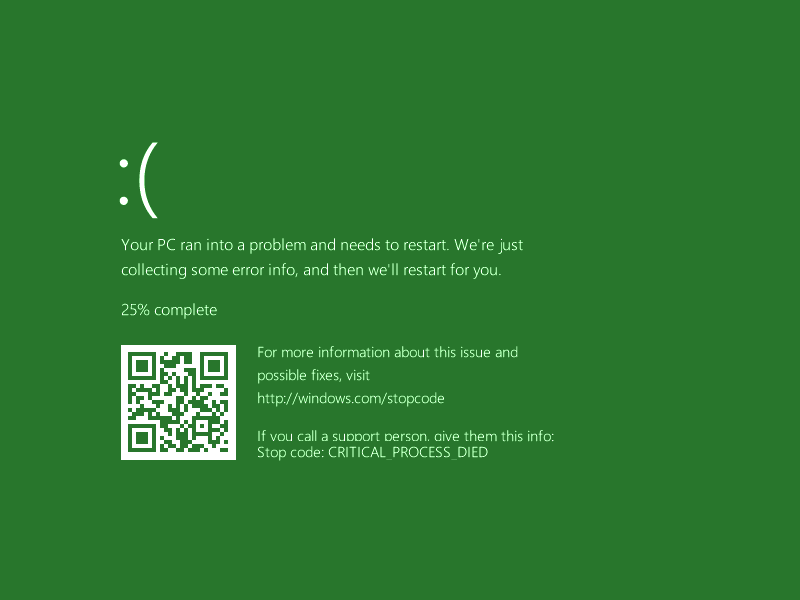
Зелёный экран смерти в предварительных сборках Windows 10
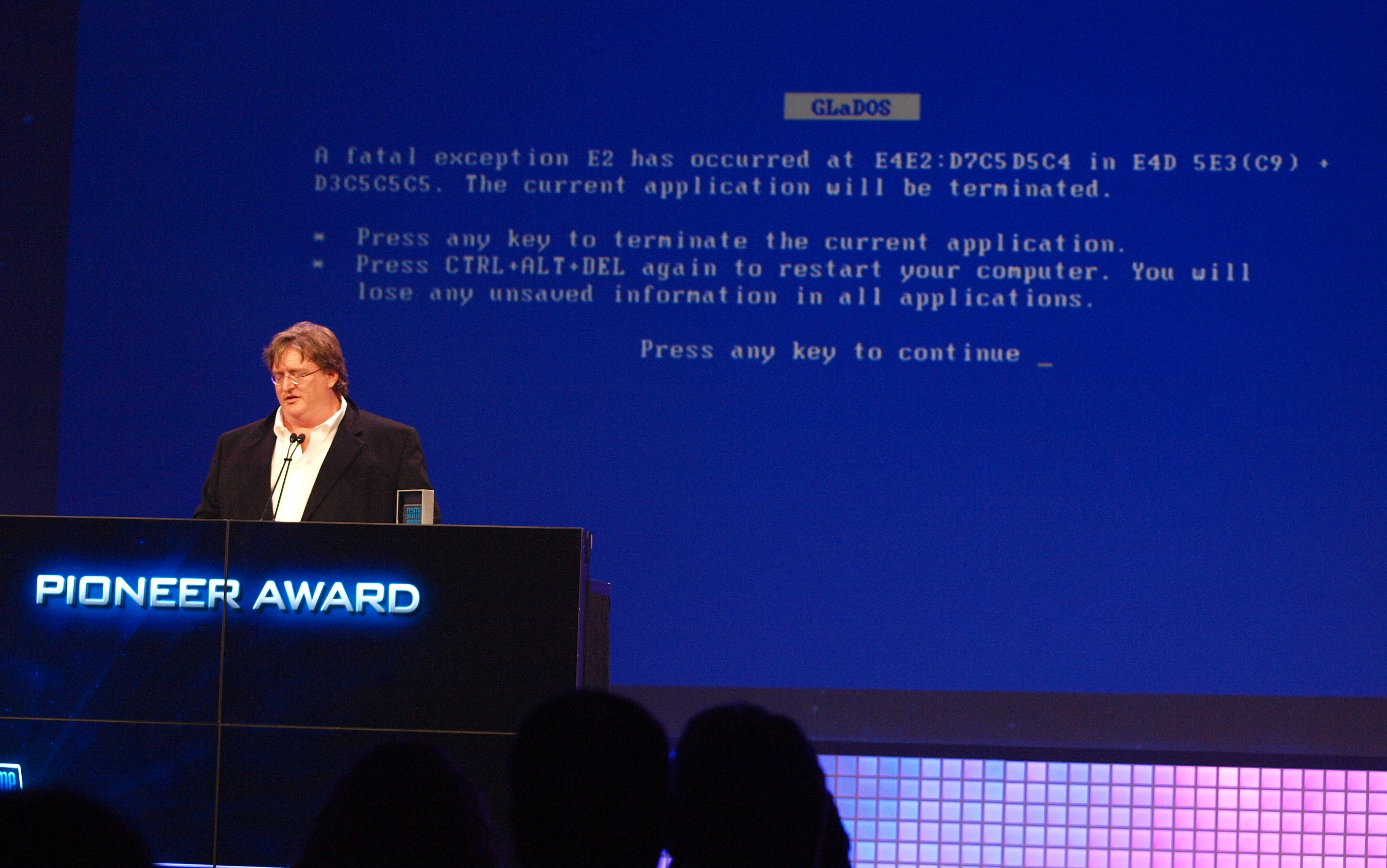
Синий экран в Portal 2 в конференции этой игры
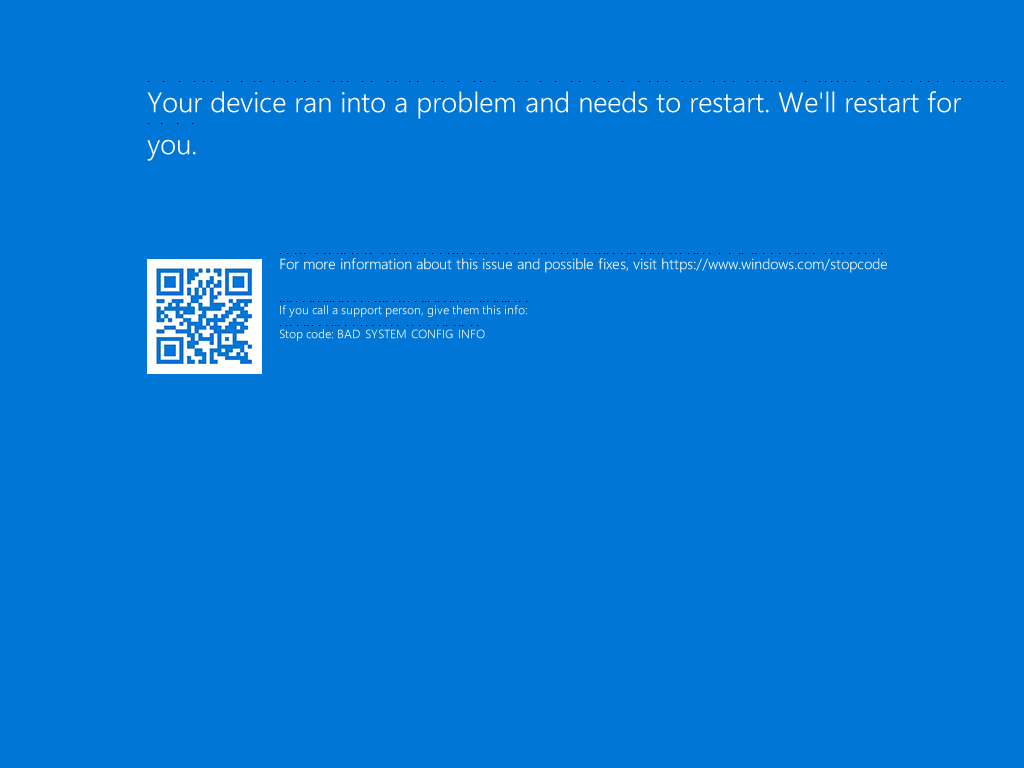
Вариант синего экрана смерти в Windows Server 2022
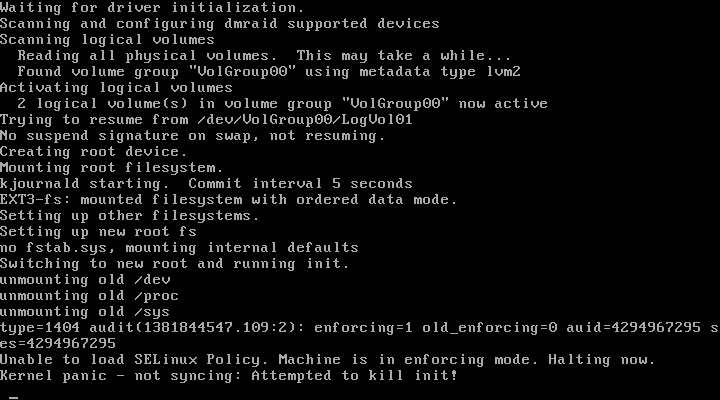
Вариант «паники ядра» в Linux
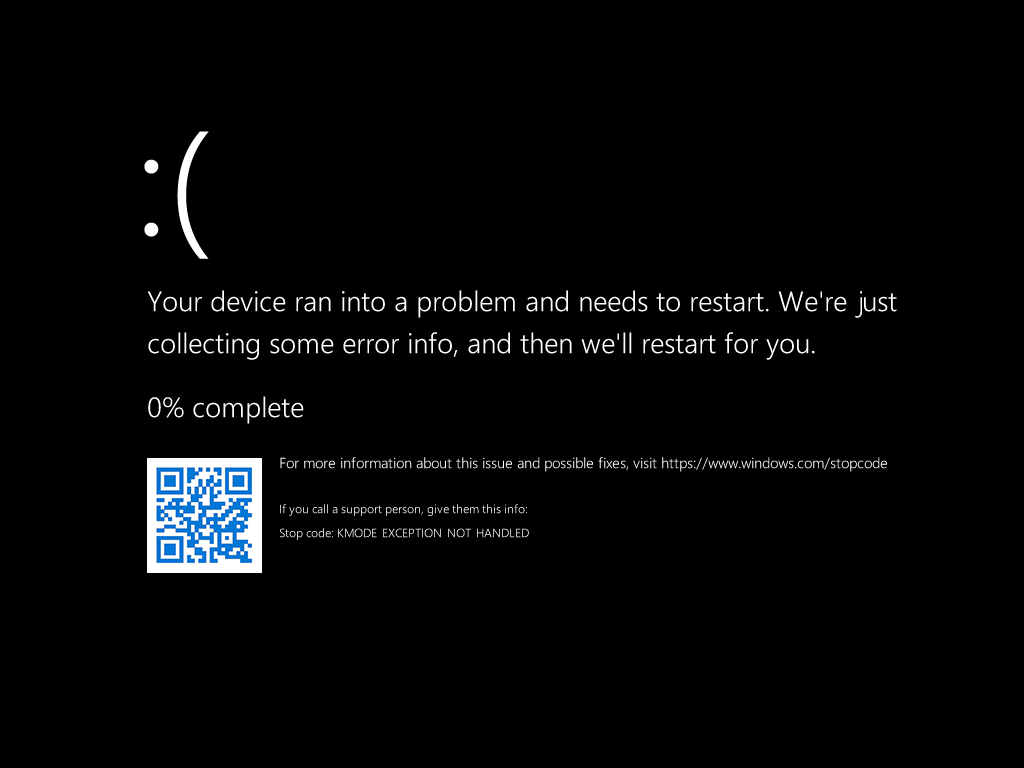
Чёрный экран смерти в Windows 11